# 孙菁
孙菁（1957年3月—），山东青岛人，汉族，中华人民共和国政治人物、第十二届全国人民代表大会山东地区代表。
毕业于山东医学院医疗专业。加入中国农工民主党。担任聊城市人大常委会副主任。2008年起担任全国人大代表。2013年，担任全国人大代表。